# Ido (Nigeria)
Pour les articles homonymes, voir Ido (homonymie).
Ido est une zone de gouvernement local de l'État d'Oyo au Nigeria,.

## Source
- (en) Cet article est partiellement ou en totalité issu de l’article de Wikipédia en anglais intitulé « Ido, Nigeria » (voir la liste des auteurs).